# Boris Iofan
Boris Mikhajlovitj Iofan (russisk: Борис Михайлович Иофа́н, tr. Boris Mikhajlovitj Iofán; født 28. april 1891 i Odessa, Kherson guvernement i Det Russiske Kejserrige, død 11. marts 1976 i Barvikha, Moskva oblast, Sovjetunionen) var en jødisk sovjetisk arkitekt. 
Boris Iofan er kendt for sine bygninger i stalinistisk byggestil som eksempelvis Huset på havnefronten og hovedbygningen ved Moskvas statsuniversitet. Han var en af de tre arkitekter, der tegnede det store Sovjeternes palads, der var planlagt som verdens største bygning (de andre arkitekter var Vladimir Gelfreich og Vladimir Sjtjuko). Tegningerne blev prisbelønnet ved verdensudstillingen i Paris 1937. Sovjetternes Palads blev dog aldrig opført. 
- Boris Iofans Hus på havnefronten 
russisk: Dom na naberezjnoj i Moskva.
- Sovjeternes palads
projekt.
- Hovedbygningen ved Moskvas statsuniversitet